# Żukowo Wschodnie
Żukowo Wschodnie – stacja kolejowa w Żukowie, w gminie Żukowo, w województwie pomorskim, oddana do użytku 22 maja 1932. Według klasyfikacji PKP ma kategorię dworca regionalnego. Na stacji zatrzymują się pociągi kursujące pomiędzy Kościerzyną a Gdynią Główną oraz między Gdańskiem Głównym/Gdańskiem Wrzeszczem a Kartuzami.

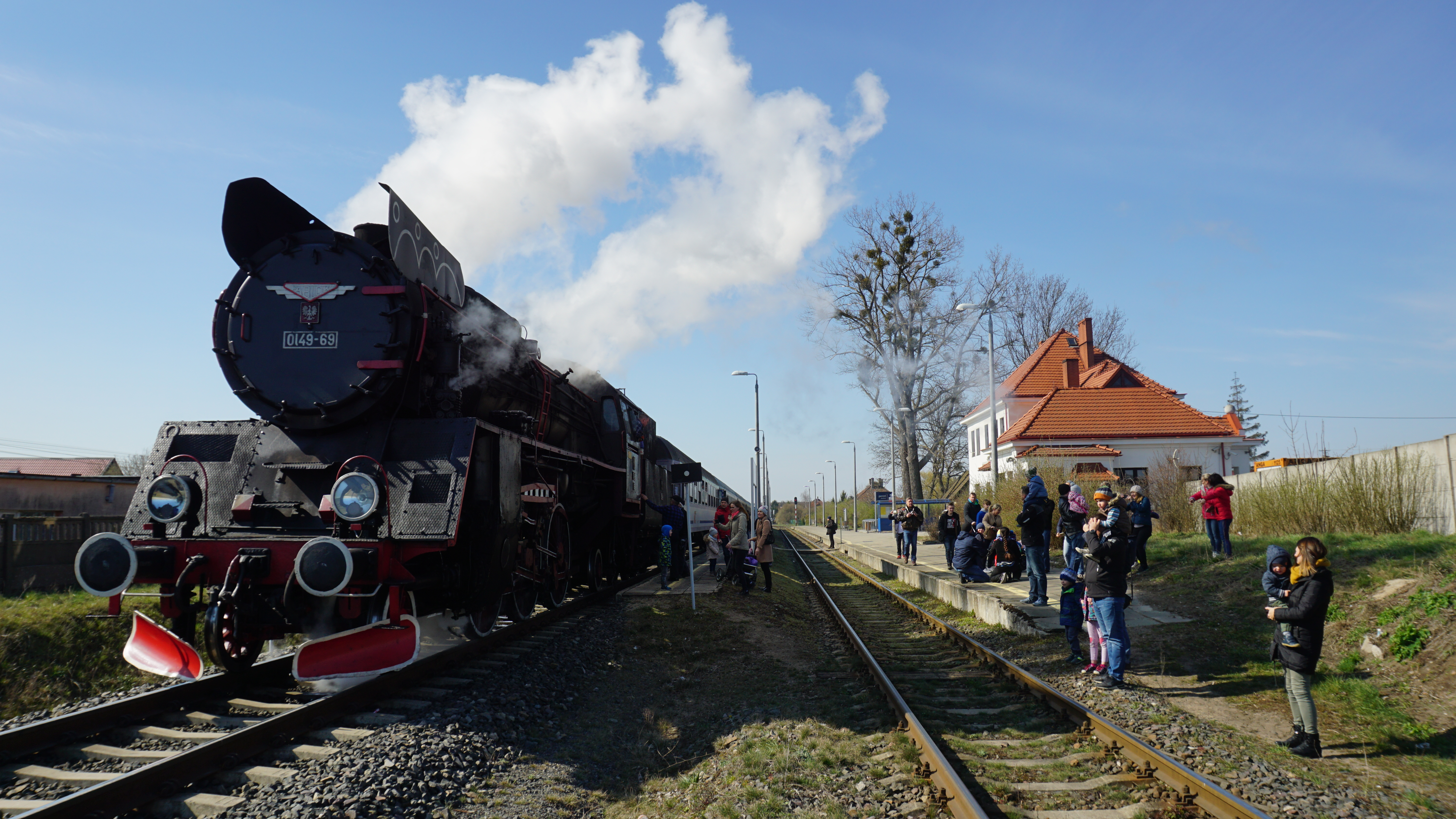
Parowóz Fablok Ol49-69 na stacji Żukowo Wschodnie, 2019

## Ruch pasażerski
| Rok  | Wymiana pasażerska na dobę |
| ---- | -------------------------- |
| 2017 | 300-499                    |
| 2022 | 500-699                    |

Na stacji funkcjonuje tor mijankowy i znajdują się na nim dwa perony, każdy z jedną krawędzią peronową. W budynku dworcowym nie ma kas biletowych. Funkcjonuje tutaj sygnalizacja kształtowa (od str. Gdyni) i świetlna (od str. Kościerzyny) Semafory świetlne zabudowano w 2007.
W Żukowie znajdują się dwie stacje:
- Żukowo Wschodnie;
- Żukowo Zachodnie;
oprócz dwóch stacji kolejowych w Żukowie istnieje również wybudowany w 2014 przystanek osobowy Żukowo.